# Fobos-Grunt
Fobos-Grunt o Phobos-Grunt (rus: Фобос-Грунт, literalment «sòl de Fobos») va ser una missió planejada per Rússia amb l'objectiu principal d'explorar el satèl·lit Fobos del planeta Mart amb una sonda espacial. Grunt es refereix a sòl o terra, ja que la sonda pretenia recollir una mostra de la superfície del satèl·lit i tornar-la cap a la Terra. En anglès és freqüent trobar aquesta missió amb altres noms, a més de Phobos-Grunt que és el més habitual; també com Fobos Explorer i Phobos Sample Return Mission.
Va ser la segona missió a Mart de l'Agència Espacial Federal Russa (Roskosmos), després de la fracassada Mars 96. En el projecte va participar també la Xina, que va construir un orbitador, així com col·laboracions menors d'altres països.
La Fobos-Grunt pròpiament es componia de dos mòduls, estant previst que tots dos aterressin a Fobos. El més petit, carregat amb les mostres, tornaria a la Terra el 2012. El més gran, que romandria en la superfície del satèl·lit durant un any, estudiaria el medi ambient de Mart, incloent la seva atmosfera, les tempestats de sorra, el plasma i la radiació i també serviria d'enllaç de comunicacions amb les estacions finlandeses.
El desenvolupament de la sonda es va iniciar en 2001 i els dissenys inicials van finalitzar en 2004. Es preveia que la missió seria llançada a l'octubre de 2009, utilitzant un vehicle llançador Soiuz, però va ser ajornada a mitjan 2011 reemplaçant-se el vector per un llançador Zenit.

## Objectius de la missió

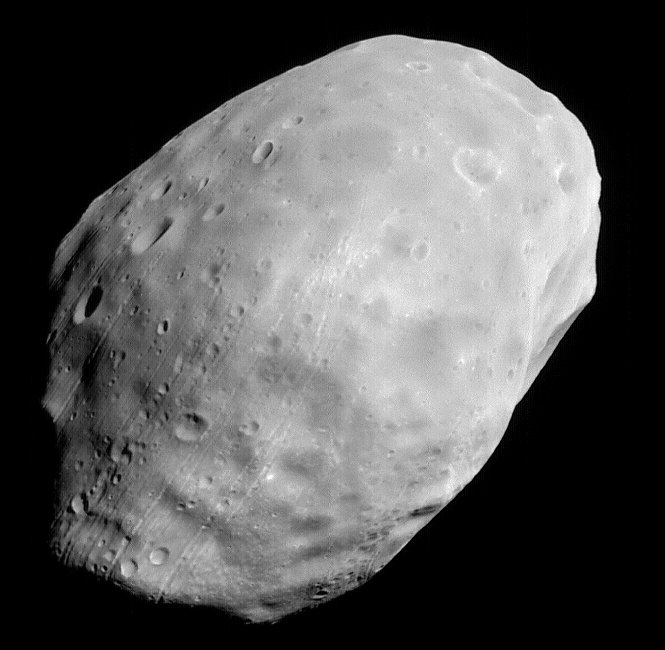
Fobos fotografiat per la Mars Global Surveyor l'any 2003.

La missió Fobos-Grunt tenia diversos objectius. Per una banda, recol·lectar mostres de sòl (regolita) de Fobos i tornar amb elles a la Terra, a més d'estudiar in situ les propietats físiques i químiques de la superfície d'aquell satèl·lit marcià, la seva estructura interna i analitzar els seus moviments. Per una altra banda, millorar el coneixement de l'atmosfera de Mart, incloent la dinàmica de les tempestes de pols i els canvis estacionals, i estudiar algunes característiques de l'ambient, com ara el nivell de radiació, el plasma o la pols planetària.

## Desenvolupament del projecte

### Inicis
La missió es va concebre en 1999 però, a causa de la profunda crisi econòmica russa, no va tenir assignació pressupostària fins al 2004. Els retards van fer que la data inicial de llançament —2007— resultés massa precipitada, així que es va ajornar fins al 2009, i posteriorment fins al 2011. Al mateix temps, per abaratir costos, es va reduir la grandària de la sonda que va passar de llançar-se amb un Proton al més petit i econòmic Soiuz.
La construcció, a càrrec d'NPO Làvotxkin, va començar el 2006. De la part científica es van encarregar l'Institut d'Investigacions Espacials (IKI) i l'Institut Vernadsky de Geoquímica i Química Analítica. L'Institut Keldysh de Matemàtica Aplicada (conegut en anglès com KIAM) va ser el responsable del càlcul de trajectòries. Per la seva banda el Centre Pilyugin (amb la col·laboració del KIAM) va desenvolupar el sistema de control de navegació de la sonda.
La inclusió de la sonda xinesa Yinghuo-1 excedia les capacitats de càrrega del Soiuz, i es va decidir canviar el coet llançador pel Zenit, la qual cosa permetria també el llançament en el 2011 malgrat que les condicions eren menys favorables.
Inicialment es va estudiar la possibilitat d'incorporar propulsió iònica a la sonda, concretament uns impulsors SPT-140 construïts per l'OKB Fakel. No obstant això, en la documentació presentada per NPO Làvotxkin en el MAKS de 2007 no s'esmentaven, la qual cosa fa pensar que aquesta opció va ser descartada en favor de motors químics, probablement a causa de les dificultats que planteja per al sistema de navegació.

### Dificultats
A data de maig de 2008 s'havien construït diversos elements de la sonda però en faltaven bastants per acabar-la. De fet, molts observadors independents van indicar que la construcció de la Fobos-Grunt estava trobant retards, afirmant que el llançament hauria de retardar-se al 2011. Segons aquestes fonts, fins a aquella data havien aparegut diversos problemes: manca de personal especialitzat després d'anys d'inactivitat; la integració de la sonda xinesa Yinghuo-1; la restauració de les estacions de seguiment terrestres (abandonades des del llançament de la Mars 96); la construcció de l'instrumental científic. Per altra banda, el maquinari de la sonda no complia els requisits tècnics ni tenia suficient fiabilitat;  se citaven especialment les vàlvules de combustible, el control tèrmic, el sistema elèctric, el sistema de control de vol i el sistema de control de l'instrumental científic.
Es discutia també la idoneïtat d'incloure tants instruments científics (uns vint), la qual cosa obeiria a l'intent d'acontentar tots els estaments científics russos per així evitar disputes internes. Alguns crítics van afirmar que aquella quantitat d'instrumental era perquè els russos, que no confiaven que la tornada de les mostres tingués èxit, almenys intentarien recollir la major quantitat possible de dades de Fobos i de Mart. Alguns analistes consideraven que l'elecció del Zenit com a llançador era poc fiable, ja que aquest coet mai ha llançat un objecte més enllà de l'òrbita terrestre; per aquest motiu consideraven possible que finalment s'utilitzés el Proton.
Malgrat tot això, el director general d'NPO, Làvotxkin, va insistir que la construcció avançava segons el previst i que, a diferència de la Mars 96, es comptava amb pressupost suficient, per la qual cosa el llançament no sofriria retards.

## Propulsió

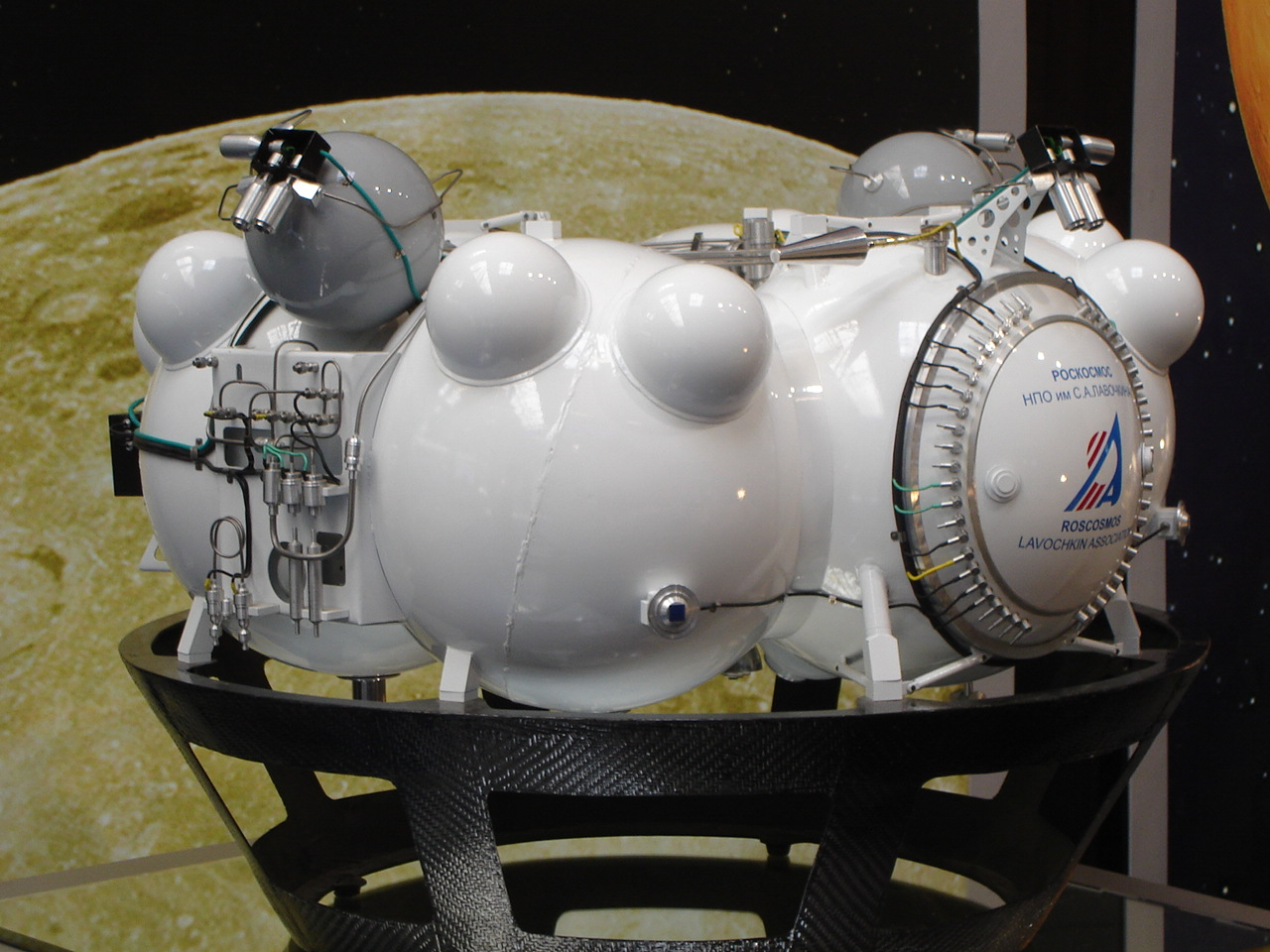
Model del suport de la sonda.

El desenvolupament de la propulsió va ser a càrrec de NIIMASH.

### Etapa de creuer i mòdul de descens
Utilitzava 4 motors de tipus 11D458F, que empra propergols hipergòlics (òxid de nitrogen +dimetalhidracina asimètrica). El motor pesa 3 kg, la seva embranzida màxima és de 392'4 N i la velocitat d'ejecció dels gasos 2.960 m/s.
Per orientar-se compta amb 4 propulsors de tipus 11D457F, que també empren els mateixos propergols (NTO/UDMH). L'embranzida de cada motor és de 53'9 N, la massa d'1'2 kg i la velocitat d'ejecció dels gasos 2.842 m/s i poden encendre's en intervals compresos entre 0,03 i 200 s. A més de l'orientació aquest sistema és el responsable de realitzar les maniobres de descens sobre Fobos.

### Etapa de tornada
El motor principal té 130,5 N d'embranzida i utilitza també òxid de nitrogen + dimetalhidracina asimètrica. El sistema es completa amb quatre tancs per als elements hipergòlics.
Per pressuritzar els tancs de combustible i assegurar l'orientació de la sonda compta amb 16 propulsors de 0,8 N d'embranzida cadascun, que utilitzen nitrogen com a impulsor. Aquest nitrogen s'emmagatzema en dos dipòsits.

## Instrumental científic

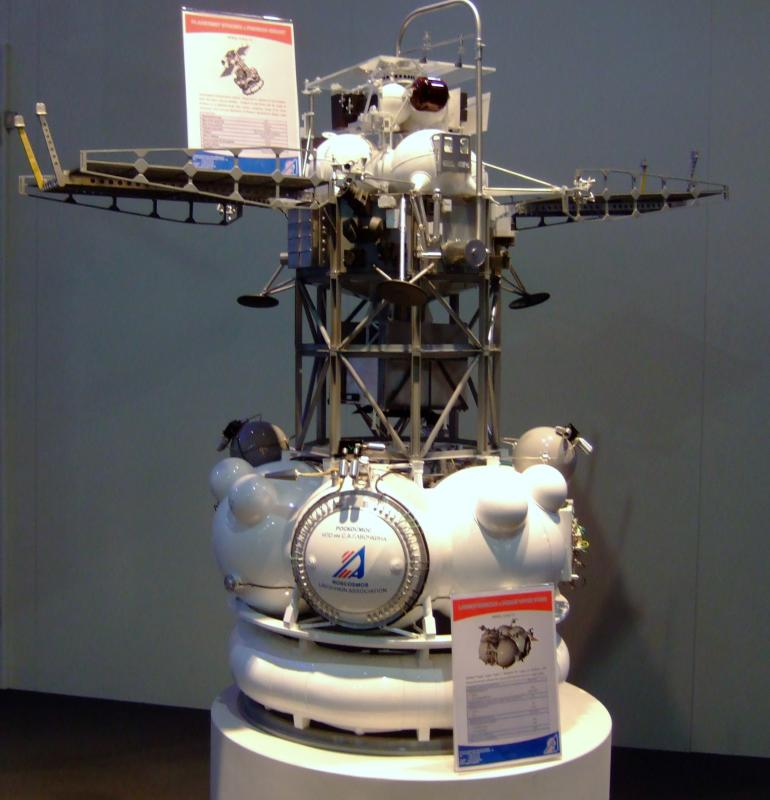
Modelo de l'etapa superior de la Fobos-Grunt presentat en el CEBIT 2011

La sonda té uns vint instruments científics que pesen un total de 50 kg. Tots ells haurien de ser lliurats al constructor (NPO Làvotxkin) entre finals del 2008 i principis del 2009. La llista de l'instrumental és:
- Instruments òptics: la sonda porta dos parells de càmeres, a cada costat del mòdul de descens, capaços de prendre imatges estereogràfiques.
  - Càmeres de gran angular (ShTK): s'usaran per estudiar la superfície de Fobos, determinar l'altura, seleccionar el lloc de descens i prendre imatges durant el mateix. A una altura d'1 km podran obtenir imatges amb una resolució de 0,4 m, moment en el qual la sonda, de forma automàtica, escollirà el lloc d'aterratge (s'optarà per la zona que present menors contrastos, senyal que es tracta d'una zona poc accidentada). El procés es repetirà fins a uns 15 metres d'altura, moment en el qual es procedirà a la maniobra final d'aterratge. Una vegada la sonda hagi aterrat es podran obtenir imatges de l'entorn amb una resolució d'1 mm.
  - Càmeres de petit angular (UTK): s'usaran per fotografiar Fobos amb alta resolució (a 30 km la resolució serà de 0,5 m/píxel).
  - Espectròmetre Fourier: anàlisi dels components menors de l'atmosfera marciana.
- Estructura i composició de Fobos:
  - Paquet d'anàlisi de gasos: desenvolupat conjuntament entre el CNES francès i l'IKI rus. El seu principal objectiu és l'anàlisi molecular de la superfície de Fobos. Compta amb diversos instruments.
    - Analitzador termodiferencial
    - Cromatògraf de gasos: analitzarà els gasos a partir de la seva conductivitat tèrmica. Es tracta d'una adaptació de l'instrument que ha desenvolupat el CNES per la Mars Science Laboratory de la NASA.
    - Espectròmetre làser de díode sintonitzable: intentarà detectar la presència de molècules d'aigua, diòxid de carboni i metà.
    - Espectròmetre de masses: combinat amb el cromatògraf de gasos, permetrà determinar les molècules detectades.

  - Espectròmetre Mossbauer: recerca de ferro en la superfície de Fobos. Versió millorada del MIMOS II que porten els tot terrenys Spirit i Opportunity.
  - Espectròmetre de neutrons (NS HEND): basat en l'HEND, portat per la Mars Odyssey.
  - Espectròmetre de rajos gamma: completa el NS HEND.
  - Espectròmetre infraroig: dedicat a l'estudi mineralògic.
  - Espectròmetre làser: dedicat a l'estudi mineralògic.
  - Espectròmetre de masses d'ions secundaris: dedicat a l'estudi mineralògic.
  - Radar d'ona llarga: estudi de l'estructura interior de Fobos i característiques elèctriques del mateix.
  - Sismòmetre: estudi de l'interior de Fobos i gravimetria.
  - Sonda tèrmica: determinació de les característiques tèrmiques de la regolita.
  - Braç robòtic: braç per a la recollida de mostres. Porta, a més, una microcàmera i altres instruments.
  - Sistema de recollida de mostres:
- Plasma i camp magnètic
  - Espectròmetre de electrons:
  - Espectròmetre d'ions:
  - Magnetòmetre:
- Mecànica celeste:
  - Sensors solars: la sonda porta dos, situats en l'etapa de retorn, al costat de la càpsula amb les mostres. S'usaran per mantenir els panells solars orientats cap al nostre estel. És possible que, finalment, també s'equipi a l'etapa de creuer amb aquests sensors.
  - Sensors estel·lars (BOKZ-MF): la sonda porta dos, situats en l'etapa de creuer. S'usaran, a més de para la navegació de la sonda, per a l'estudi de la libració de Phobos.
  - Oscil·lador ultraestable: experiment de mecànica celeste.
- Pols:
  - Comptadora de pols: estudi de la pols entorn de Mart i en les proximitats i òrbita de Fobos.
  - Detector de micrometeorits: control de micrometeorits.
- Biologia:
  - LIFE (Living Interplanetary Flight Experiment): experiment de la Societat Planetària que consisteix a enviar al costat de la sonda petites mostres de microorganismes. Estaran representats els arqueus, els bacteris i cèl·lules eucariotes. Al retorn de la Fobos-Grunt es comprovarà com els ha afectat el viatge interplanetari. Un dels objectius de l'experiment és determinar si és possible que la vida, usant meteorits com a vehicle, viatge d'un planeta a un altre.

## Desenvolupament de la missió
La sonda usarà una etapa Fregat per escapar de la gravetat terrestre i dirigir-se cap a Mart. No obstant això l'estranya configuració de la missió (la Yinghuo-1 anirà instal·lada sota la Fobos-Grunt, per la qual cosa que aquesta no podrà usar els seus motors principals en el viatge) fa que la Fregat acompanyi al conjunt fins a la seva arribada a Mart. Una vegada allí, després d'un últim encès de la Fregat per col·locar al conjunt Fobos-Grunt+Yinghuo-1 en òrbita marciana, es rebutjarà l'etapa. Després d'això, se separarà la Yinghuo-1 de la Fobos-Grunt.
Una vegada en solitari, la Fobos-Grunt estarà només composta per l'etapa de creuer/aterratge (1.480 kg) i la de retorn (210 kg). Després de la captura inicial, s'anirà reduint l'òrbita per aproximar-se gradualment a la de Fobos. Finalment, la sonda s'aproximarà al satèl·lit, procedint a l'aterratge.
Donada la baixa gravetat de Fobos es corre el risc que la sonda rebot en posar-se. Per evitar-ho uns motors "empenyeran" la sonda cap avall una vegada toqui sòl (un procediment similar al que es va pretendre usar en les missions lunars tripulades LK).
Inicialment es va pensar a instal·lar un trepant que penetrés en el subsòl per recollir mostres. No obstant això, donada la baixa gravetat de Fobos, aquesta opció s'ha desestimat que ja si fa massa força cap avall es corre el perill que bolqui la sonda. Així doncs finalment es va optar per instal·lar en el seu lloc una pala. El fet de recollir només mostres de la superfície (la pala no penetrarà més d'uns 25 mm) no sembla un problema, ja que en els penetradores del Programa Luna no es va observar gran diferència entre el terreny de superfície i el subsòl. No obstant això sí que es considera crític obtenir mostres de pedres, ja que la pols serà material reprocessat una vegada i una altra i probablement reflecteixi més la composició dels meteorits que han anat caient en Fobos que no del propi satèl·lit. La pala pot recollir mostres de fins a 1,25 cm de diàmetre. S'espera que s'efectuïn unes 15-20 recol·leccions, amb un total de 150 g de sòl. Després de cada extracció una canonada portarà les mostres a un contenidor especial situat en la càpsula de retorn. La recol·lecció durarà entre dos dies i una setmana.
L'etapa de tornada desenganxarà de la lluna, quedant inicialment en òrbita de Mart. Després de diverses maniobres, abandonarà el planeta per dirigir-se a la Terra. Mentrestant el gruix de la sonda romandrà en Fobos, registrant Mart i servint d'enllaç de comunicacions amb altres missions.
Poc abans de reentrar en l'atmosfera terrestre, la càpsula amb les mostres (10 kg) se separarà de l'etapa que l'ha portat fins allí. La càpsula té una forma semblant a la de les naus Soiuz i no aterrarà mitjançant paracaigudes o retrocoets sinó per impacte directe. Per facilitar la seva localització està dotada d'una ràdiobalisa.

## Participació xinesa
En la missió col·labora Xina, que té previst enviar juntament amb la Fobos-Grunt la petita sonda (uns 110 kg) Yinghuo-1, que entrarà en òrbita de Mart per estudiar l'entorn del planeta. A més, la Universitat Politècnica de Hong Kong desenvolupa equips per la sonda que aterrarà en Fobos.
La sonda romandrà adossada a la Fobos-Grunt i se separarà d'ella quan la russa hagi efectuat la maniobra de frenat per entrar en òrbita marciana. La Yinghuo-1 quedarà en una òrbita el·líptica de 800 × 80.000 km i una inclinació de 5º trigant 3 dies a completar una revolució a Mart i no porta combustible per canviar d'òrbita. S'espera que estigui funcionant almenys un any terrestre.

## Participació finlandesa
Finlàndia va desenvolupar unes petites estacions d'aterratge (anomenades MetNet) per estudiar el temps marcià. Les fonts russes van parlar d'una sola MetNet a bord de la Fobos-Grunt, mentre que les finlandeses van parlar de dues. La col·laboració entre les dues nacions es produïa com a forma de pagament del deute que tenia contreta Rússia amb Finlàndia. No obstant això, les sondes no van poder ser incorporades a la missió a causa de la sobrecàrrega de pes.

### Desenvolupament de la missió
Els llocs d'aterratge previstos per la Fobos-Grunt no han estat anunciats, si bé es té preferència per estudiar zones científicament interessants (pols, Hellas Planitia, Tharsis, etc.) i zones ja caracteritzades amb anterioritat (llocs d'aterratge de les Viking i Mars Pathfinder) i, per a la Mars MetNet, crear una xarxa d'unes cinc estacions relativament properes entre si.
Les sondes es protegiran de la calor de la reentrada mitjançant un escut inflable. Una vegada la velocitat hagi decaigut fins a mach 0,8, quan s'obrirà un nou escut inflable. La velocitat d'impacte sobre la superfície marciana serà d'uns 45-55 m/s (160-200 km/h) i la desacceleració màxima uns 500 G. Uns dues o tres setmanes després de l'aterratge, una vegada comprovat l'estat de les sondes, començaran les operacions rutinàries.

## Possible relé per a ExoMars
Es va especular amb la possibilitat que la Fobos-Grunt serveixi com a enllaç de comunicacions per a la missió ExoMars de l'Agència Espacial Europea, el llançament de la qual estava llavors previst pel 2013.

## Fallada de llançament
Després del seu llançament el 8 de novembre de 2011, una fallada encara no esclarit va impedir que la sonda Fobos-Grunt prengués rumb a Mart i els especialistes intentaven restablir comunicació amb l'aparell, que va quedar en òrbita terrestre. Segons algunes fonts, la fallada podria haver-se a causa d'interferències provocades per radars en terra dels EUA
«El propulsor no va funcionar. No va haver-hi ni primera ni segona encesa. Això significa que l'aparell no va poder orientar-se per les estrelles», va dir el director de l'agència espacial russa, Roscosmos, Vladímir Popovkin.
Estava inicialment prevista la seva reentrada en l'atmosfera terrestre en algun moment entre finals de novembre i mitjans de desembre. Segons les fonts russes, l'aparell podria caure sobre la Terra a partir del 3 de desembre A la fi de novembre, l'ESA va aconseguir captar senyals de la sonda en òrbita terrestre, per la qual cosa les possibilitats de recuperar la missió, si bé escasses, no són impossibles. Atès que l'última data perquè la sonda posés rumb a Mart aprofitant la finestra de llançament era el dilluns 21 de novembre, segons Alexander Zakharov, científic vinculat al projecte, si aconseguia ser recuperada hauria de ser destinada a una altra missió, com l'exploració d'algun asteroide o de la Lluna. Finalment, l'Agència Espacial Russa va anunciar la caiguda de la sonda per al diumenge 15 de gener a les 21.51 hora de Moscou (17.51 GMT) en el Pacífic al costat de les costes xilenes.
En tant, la Comissió Nacional d'Activitats Espacials de l'Argentina (CONAE) va informar que part de les restes van poder caure en rodalies de Port Madryn.
L'Acadèmia de Ciències de Rússia (RAN) va proposar dur a terme una nova missió a Fobos l'any 2018, construint per a aquest cas una altra estació interplanetària, la Fobos-Grunt 2.